# Цистерцианское аббатство (Могила)

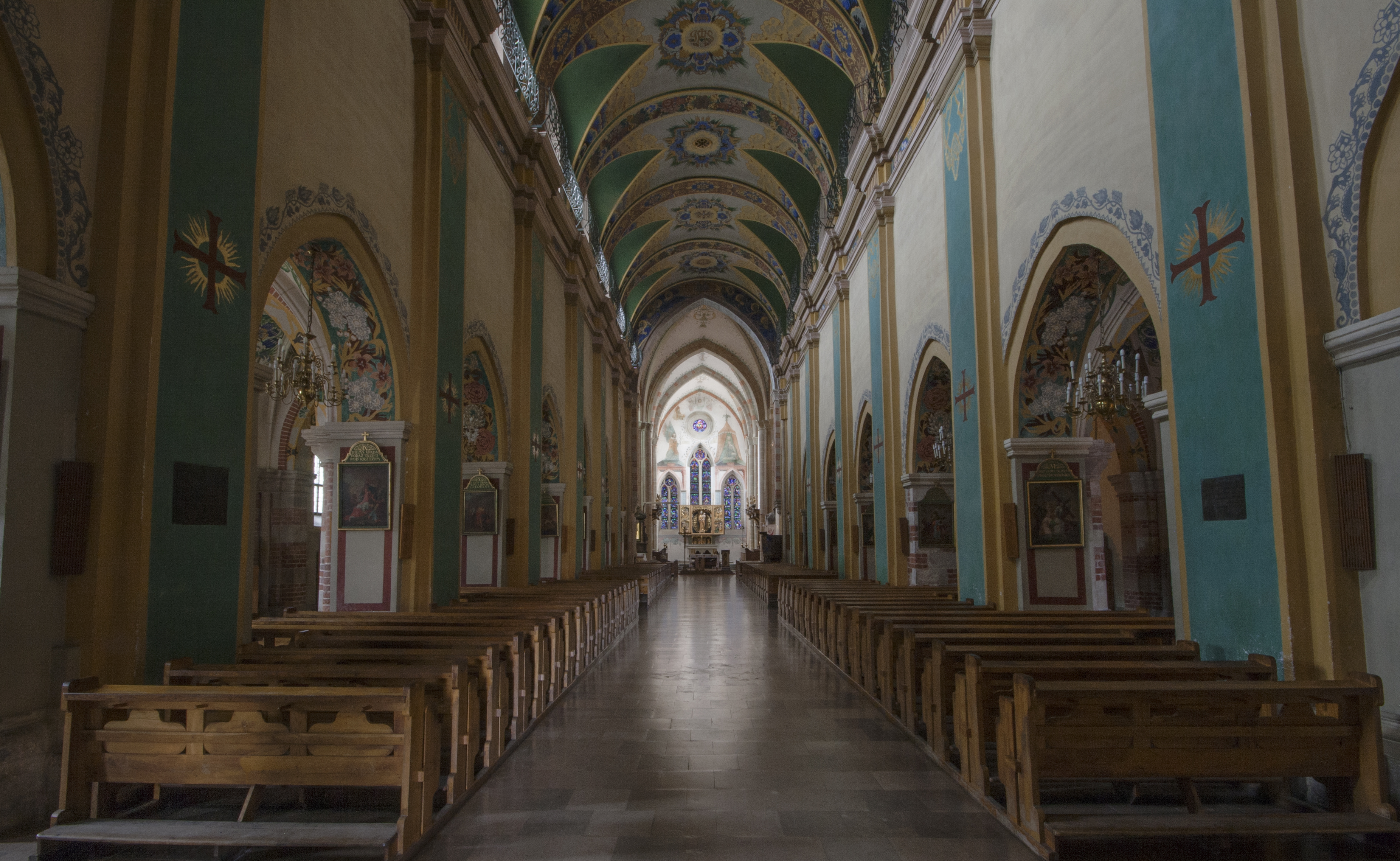
Внутренний интерьер церкви Пресвятой Девы Марии и святого Вацлава

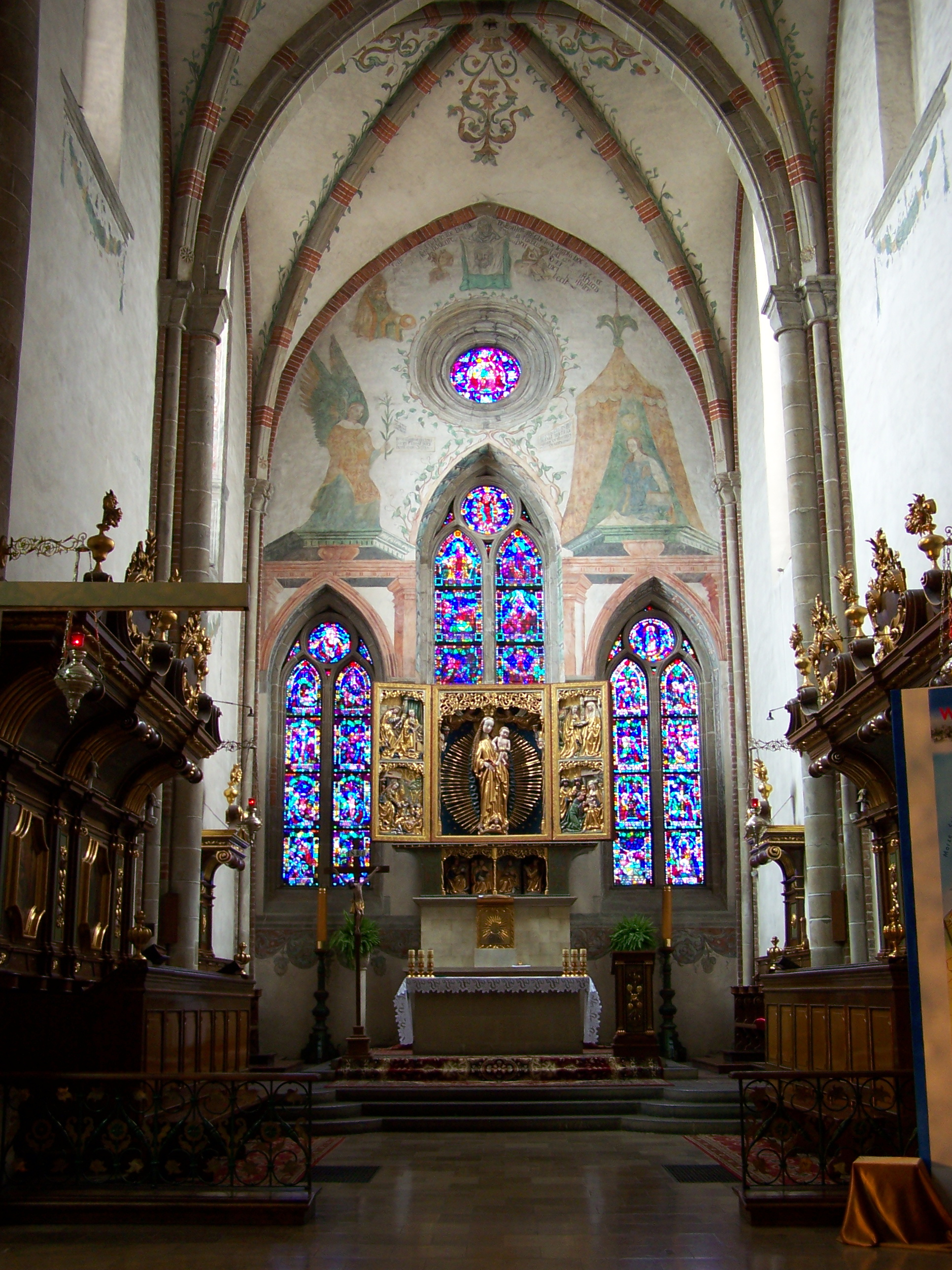
Алтарь

Цистерцианское аббатство (пол. Opactwo cystersów) — монастырь цистерцианцев в Польше, находящийся на территории административного района Нова-Хута города Краков на улице Клашторная, 11. Аббатство находится в историческом районе Могила, который при основании монастыря в XIII веке было отдельным от Кракова селом. Аббатство сыграло значительную роль в некоторых исторических событиях в Польше. Монастырский комплекс внесён в реестр охраняемых памятников Малопольского воеводства.

## История
Первые цистерцианцы прибыли в Краков около второго десятилетия XIII века во время правления Генриха I Бородатого. В 1219 году по приглашению краковского епископа Иво Одровонжа в Краков прибыла следующая группа цистерцианцев из цистерцианского монастыря в селе Любёнж (Верхняя Силезия). Иво Одровонж выдели им участок на берегу Вислы около населённом пункте Кацице на территории современной гмины Сломники. В 1225 настоятель монастыря выкупил земельный участок в селе Могила, который назвал «полем святого Вацлава». В этом же году началось строительство современного монастырского комплекса с церковью Пресвятой Девы Марии и святого Вацлава (сегодня носит именование Святого Креста). Монастырь был построен в 1228 году и был официально утверждён 9 июня 1228 года буллой Римского папы Григория IX. В это же время монастырь получил латинское название «Clara Tumba» (Светлая могила) от находившегося поблизости Кургана Ванды.
В 1241 году аббатство было разграблено во время нашествия татар. Монастырь был восстановлен и заново освящён в 1266 году краковским епископом Яном Прандотой. В 1447 году монастырь значительно пострадал от пожара. В XVII веке аббатство подверглось разрушению во время шведского нашествия. Шведы убили почти всех насельников и разрушили церковь, которая была восстановлена и заново освящена лишь в 1780 году по проекту немецкого архитектора Франца Мозера. С этого времени храм носит наименование Святого Креста.
Монастырь в разное время посещали польские короли Болеслав V Стыдливый со своей женой Кунигундой, Казимир III Владислав II Ягелло с женой Ядвигой, Сигизмунд I с женой Бона Сфорцой и сыном Зигмунтом, Стефан Баторий, Сигизмунд III, Михаил Корибут Вишневецкий, австрийский император Максимилиан III Австрийский, российский император Александр I и его брат князь Константин Павлович.
Аббатами монастыря были Пётр из Любионжа, Ян Стехир, Пётр Хиршберг, Эразм Цёлек, Лаврентий Госьлицкий, Мартин Бялобжеский, Павел Пясецкий, Павел Волуцкий, Ян Казимир Денгоф, Станислав Шембек, Кшиштоф Антоний Шембек, Михал Шембек, Ян Александр Липский, Михал Куницкий, Михал Водзицкий, Ян Канты Водзицкиий, Ян Шиндлер.
С момента своего основания и до сегодняшнего дня аббатство принадлежит цистерцианскому ордену. Монастырский комплекс состоит церкви Святого Креста, монастырского здания с широким внутренним двором и хозяйственными постройками и дома аббата в стиле польского ренессанса (построен в 1569 году). Церковь Святого Креста получила в 1970 году статус «малой базилики». Храм используется местным католическим приходом святого Варфоломея.
Около монастыря находится кладбище, основанное одновременно с аббатством. На этом кладбище хоронились монахи и известные краковские деятели. В первые века существования кладбища на нём было захоронено около 100 представителей шляхетского рода Одровонж, однако до нашего времени сохранилось только 17 могил представителей этого рода.
Аббатство было внесено в реестр охраняемых памятников Малопольского воеводства 7 марта 1930 года (№ А-30) и вторично 19 февраля 1975 года (№ А-1277).
Поблизости от монастыря находятся Новохутские луга, на которых в 1979 году проводилось католическое богослужение с участием Римского папы Иоанна Павла II. На этом богослужении участвовало около 200 тысяч человек.